# 4-氟麻黄碱
4-氟麻黄碱（4-FEP）是一种新型精神活性物质，属于β-羟基苯丙胺衍生物类药物，为麻黃鹼的化学衍生物之一。

## 药理学
与其他苯丙胺衍生物类药物相似，4-氟麻黄碱是一种單胺再攝取抑制劑和單胺釋放劑。它特别作为去甲肾上腺素释放剂具有较高选择性。与许多其他苯丙胺类物质不同的是，4-氟麻黄碱对人类微量胺相关受体 1（hTAAR1）不具有显著亲和力，这一点与大多数卡西酮衍生物相似。

## 化学
4-氟麻黄碱，也称为4-氟-β-羟基-N-甲基苯丙胺（4-fluoro-β-hydroxy-N-methylamphetamine），是一种苯乙胺衍生物、苯丙胺衍生物和β-羟基苯丙胺衍生物。它是麻黄碱的4-氟类似物。
4-氟麻黄碱的化学合成已在文献中被描述。此外，它可作为合成4-氟甲基苯丙胺（4-FMA）的前体。其预测的分配系数（XLogP3）为1.0。相比之下，麻黄碱的log P值预测为0.9。

## 历史
4-氟麻黄碱最早在1991年的科學文獻中被描述。随后在2013年被识别为一种“新型精神活性物质”。 其药理学特性在2015年被系统研究。

## 其他药物
4-氟麻黄碱是4-氟甲卡西酮（4-FMC；氟麻卡酮）代谢过程中形成的一种代謝產物。